# Godfroy
Godfroy är en udde i Antarktis. Den ligger i Västantarktis. Argentina, Chile och Storbritannien gör anspråk på området.
Terrängen inåt land är varierad. Havet är nära Godfroy åt nordväst.  Trakten är glest befolkad. Närmaste befolkade plats är Vernadsky Station, 10,3 kilometer sydväst om Godfroy. 